# 拉福
拉福（法語：Laffaux，法語發音：[lafo]）是法国上法蘭西大區埃纳省的一个市镇，属于苏瓦松区。

## 地理
拉福（49°26'55"N, 3°25'31"E）面积6.76 平方千米，位于法国上法蘭西大區埃纳省，该省份为法国北部内陆省份，北起北部省，西接索姆省和瓦兹省，东临阿登省和马恩省，西南至塞纳-马恩省，东北部与比利时接壤。
与拉福接壤的市镇（或旧市镇、城区）包括：阿勒芒、马尔日瓦勒、楠特伊拉福斯、讷维尔-叙马尔日瓦勒、沃克萨永。

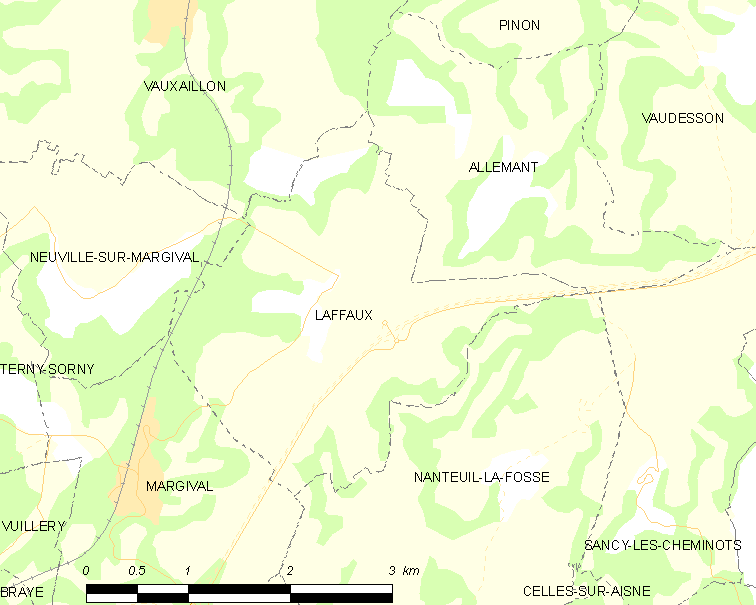
拉福的OSM定位图

拉福的时区为UTC+01:00、UTC+02:00（夏令时）。

## 行政
拉福的邮政编码为02880，INSEE市镇编码为02400。

## 政治
拉福所属的省级选区为塔德努瓦地区费尔县。

## 人口

1962-2008年间拉福人口变化图示

拉福于2022年1月1日时的人口数量为154人。